# Vieille maison coopérative de la famille Ranković
Pour les articles homonymes, voir Ranković.
La vieille maison coopérative de la famille Ranković (en serbe cyrillique : Стара задружна кућа Ранковића ; en serbe latin : Stara zadružna kuća Rankovića) est située à Draževac, en Serbie, dans la municipalité d'Obrenovac et sur le territoire de la ville de Belgrade. Elle est inscrite sur la liste des monuments culturels protégés de la république de Serbie (identifiant no SK 807) et sur la liste des biens culturels de la ville de Belgrade.

## Présentation

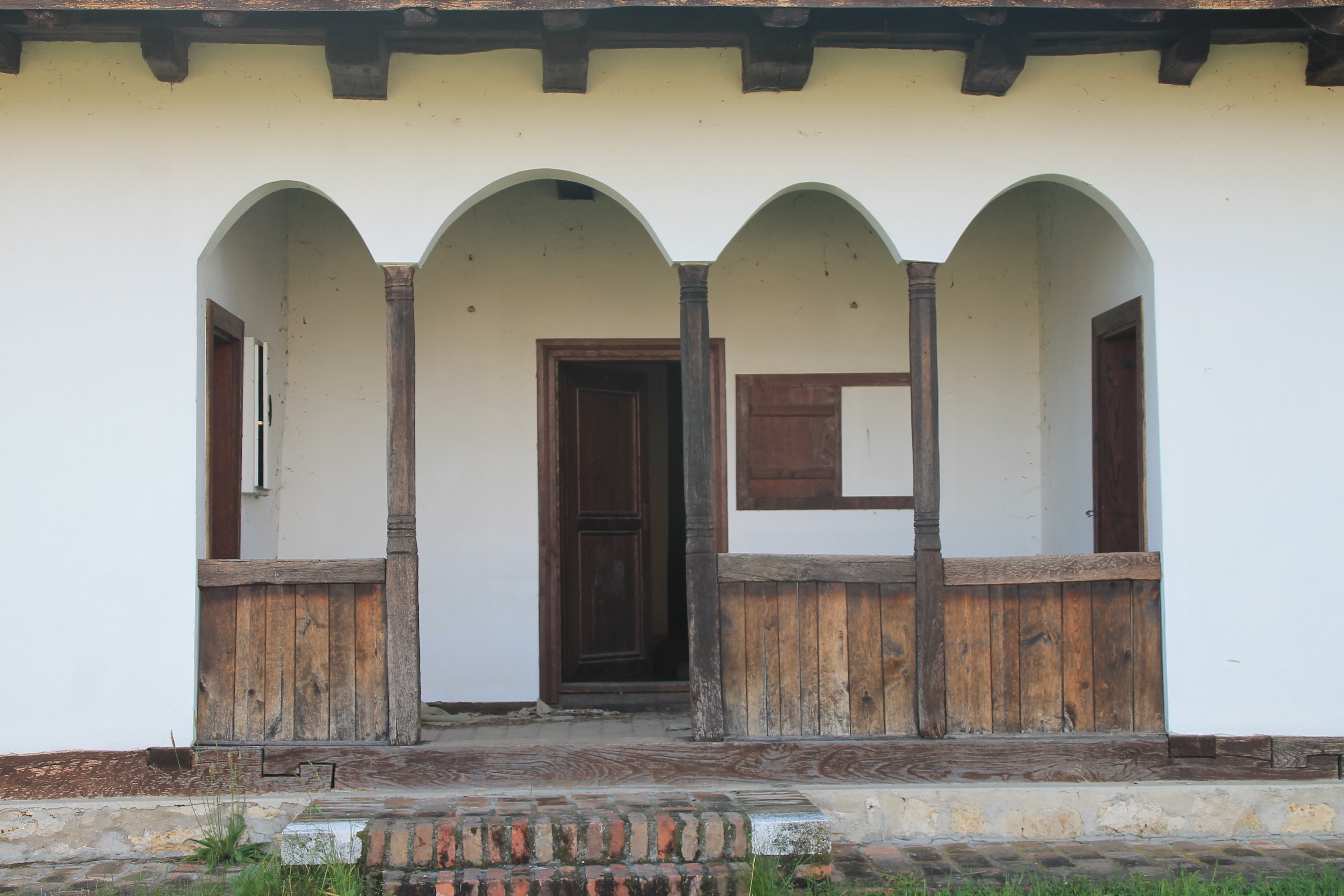
Détail du porche d'entrée.

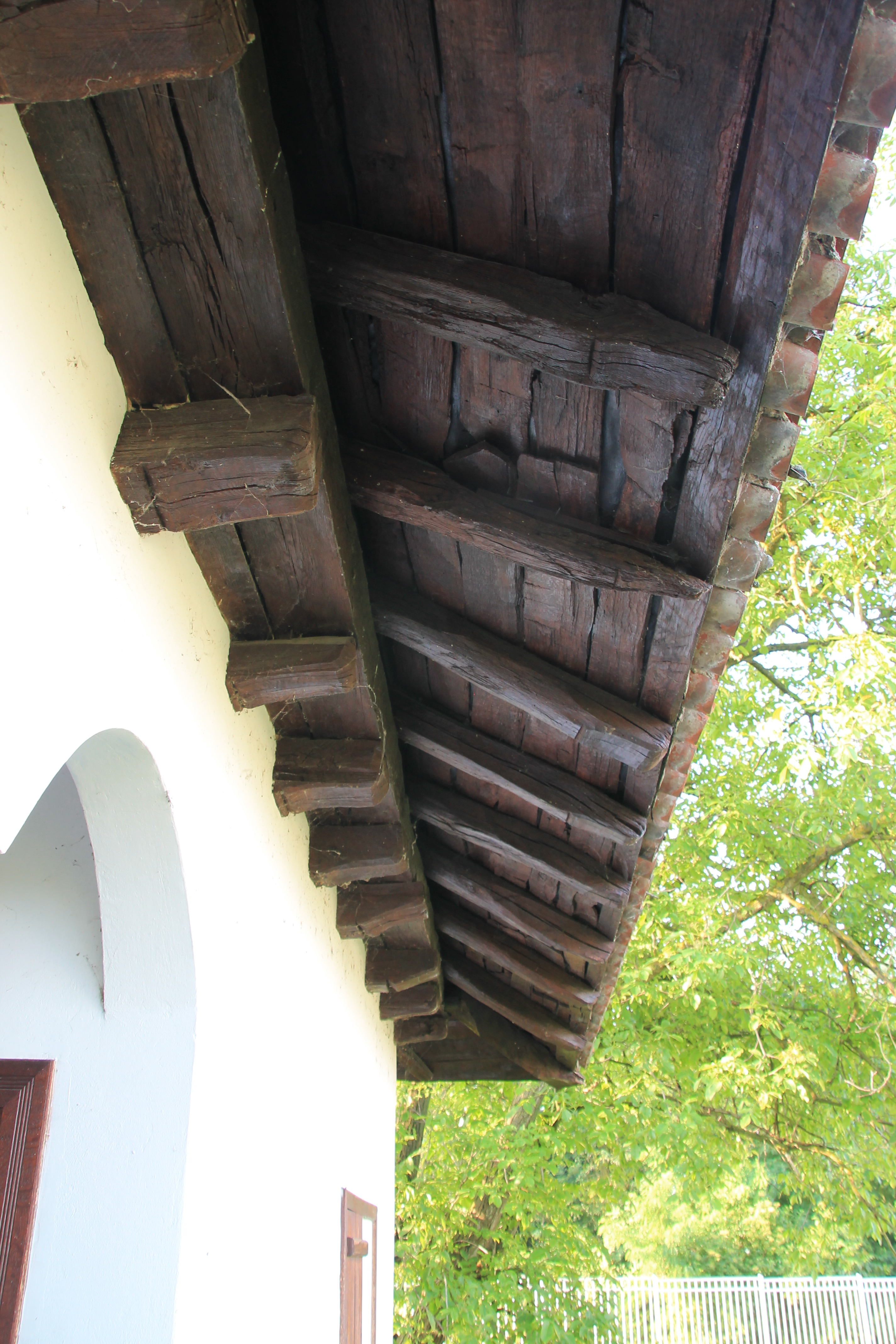
Détail de l'auvent.

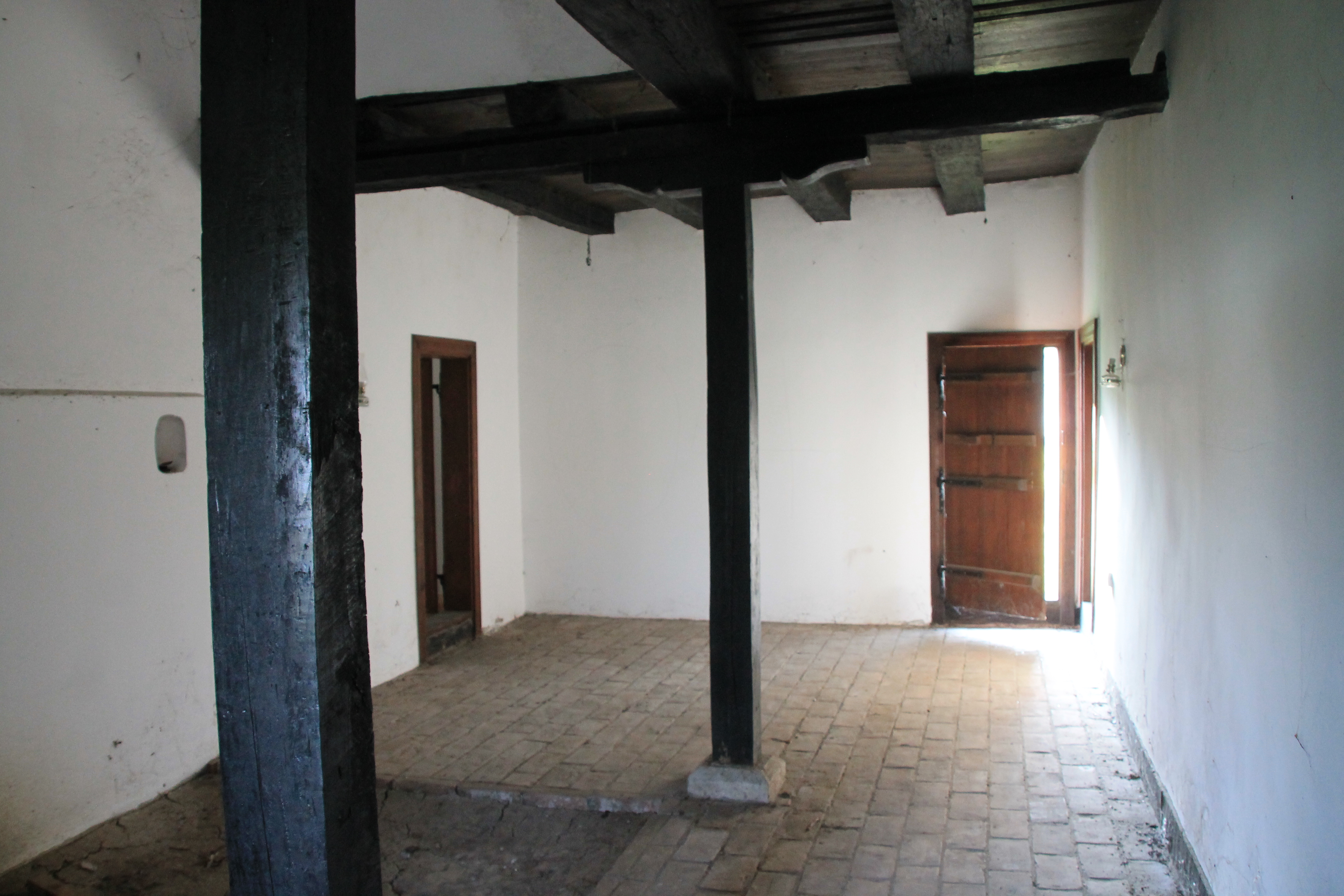
La pièce centrale.

La construction de la maison s'inscrit dans le cadre historique du développement de couches sociales aisées aisée dans les campagnes de Serbie dans la première moitié du XIXe siècle,. Elle a été édifiée par un certain Ranko dont descendent tous les membres de la famille Ranković vivant à Draževac, soit 73 personnes.
Architecturalement, la maison, qui s'inspire encore en partie des anciennes traditions balkaniques, innove dans l'emploi de certains matériaux et dans la réalisation de certains détails,. L’ancienne maison coopérative de la famille Ranković à Daždevac appartient d’après son concept architectural, fonctionnel et spatial aux maisons typiques de Šumadija  dont la construction était typique de la région de la Serbie centrale et de Šumadija. Elle appartient au type de développement complet de maisons coopératives rurales   de la première moitié du XIXe siècle.
Elle a une dimension de base rectangulaire de 15 x 16 m, la disposition centrale avec quatre pièces, trois chambres et une « maison » avec deux portes opposées et une cheminée ouverte.
La maison a une construction à colombage monté sur des poutres en chêne épaisses sur la pierre concassée. Les plombs de mur sont de fanon, la structure de toit est faite de chevrons en bois et les poutres, et la couverture du toit de céramide. Le porche  central profond est fermé en dehors des arcades voûtées et d’une clôture en bois ajoutée ultérieurement. Les façades simples avec le rythme horizontal de premier plan des fenêtres  et porche, blanchie à la chaux, de grandes avances de toit – les avant-toits, présentent en termes artistiques de caractéristiques particulières.
Maison de famille Ranković au début des années quatre-vingt du XXe siècle a été déplacé de son emplacement initial au bout de village, dans la cour de l'école primaire de Draževac.